# BPDU
BPDU (Bridge Protocol Data Unit) — фрейм (одиниця даних) протоколу управління мережевими мостами, IEEE 802.1d, базується на реалізації протоколу STP (Spanning Tree Protocol). Використовується для виключення можливості виникнення петель в мережах передачі даних при наявності в них багатозв'язкової топології. Використовуючи один фізичний або логічний зв'язок як основного, BPDU утримує один з доступних вторинних зв'язків у режимі бездіяльності (очікування). Таким чином, корисний трафік передається тільки по одному з доступних зв'язків. При порушенні функціонування одного з каналів (що легко спостерігається відсутністю проходження через нього повідомлень 802.1d) вторинний канал що очікує автоматично включається в роботу, забезпечуючи безперервність зв'язності в мережі.
Фрейм BPDU має такі поля:
- Ідентифікатор версії протоколу STA (2 байти). Комутатори повинні підтримувати одну і ту ж версію протоколу STA;
- Версія протоколу STP (1 байт);
- Тип BPDU (1 байт). Існує 2 типу BPDU — конфігураційний і сповіщення про реконфігурації;
- Прапори (1 байт);
- Ідентифікатор кореневого комутатора (8 байт);
- Відстань до кореневого комутатора (4 байти);
- Ідентифікатор комутатора (8 байт);
- Ідентифікатор порту (2 байти);
- Час життя повідомлення (2 байти). Вимірюється в одиницях по 0.5 сек, служить для виявлення застарілих повідомлень;
- Максимальний час життя повідомлення (2 байти). Якщо кадр BPDU має час життя, що перевищує максимальний, то кадр ігнорується комутаторами;
- Інтервал hello (2 байт), інтервал через який надсилаються пакети BPDU;
- Затримка зміни станів (2 байти). Мінімальний час переходу комутатора в активний стан.